# Mexico (motorfiets)
Mexico is een historisch motorfietsmerk.
Hoewel de naam anders doet vermoeden waren dit Belgische motorfietsen. De bedrijfsnaam was Ets. Mexico, Deurne (Antwerpen).
Ze werden van 1932 tot 1935 gemaakt. Er werden verschillende motoren toegepast: één- en tweecilinder Villiers-tweetakten en 350- en 500 cc JAP-motoren, zowel in kop- als zijklepuitvoering.